# 吉叶墨
吉列尔莫·达尼诺·里瓦托（西班牙語：Guillermo Dañino Ribatto，1929年12月2日—2023年1月2日），汉名吉叶墨，是秘鲁汉学家、翻译家、中国电影演员。

## 生平
1929年生于秘鲁特鲁希略的商人之家，在家中排行最小。7岁丧父，8岁随家人搬到利马。17岁加入基督学校修士会，毕业于秘鲁天主教大学，后赴巴黎社会科学高等学院深造。回国后在国立圣马科斯大学、天主教大学、利马大学等高校任教，讲授文学、语言学和符号学。
1979年，中国政府邀请他到中国教学。于是他先后在南京大学和北京对外经济贸易大学任教12年。期间致力于中国文化研究，直到2002年才回到秘鲁。
在改革开放后的20多年间，他先后参演了25部中国电影，其中包括《重庆谈判》、《大决战》、《毛泽东与斯诺》等知名电影。参演《大决战》时，由于相貌与司徒雷登本人相似，他几乎不用化妆便可直接拍摄。

## 部分演出作品
- 1991年 《大決战》饰 司徒雷登
- 1993年 《重慶談判》饰 赫尔利
- 2000年 《毛泽东与斯诺》饰 路易·艾黎

## 主要著作
- 吉叶墨. . 北京大学出版社. 2004年. ISBN 9787301080559.
- 吉叶墨. . 由奚晓清翻译. 五洲传播出版社. 2016年9月. ISBN 9787508534589.